# Szczecioząb ozdobny
Szczecioząb ozdobny (Chaetodon ornatissimus) – gatunek morskiej ryby okoniokształtnej z rodziny chetonikowatych (Chaetodontidae). Występuje w Indo-Pacyfiku od Sri Lanki na Oceanie Indyjskim po Hawaje na Oceanie Spokojnym. Dorasta do 20 cm długości.